# Parathelypteris nigrescens
Parathelypteris nigrescens är en kärrbräkenväxtart som beskrevs av Ren-Chang Ching och Shing. Parathelypteris nigrescens ingår i släktet Parathelypteris och familjen Thelypteridaceae. Inga underarter finns listade.